# Masallı (Rayon)

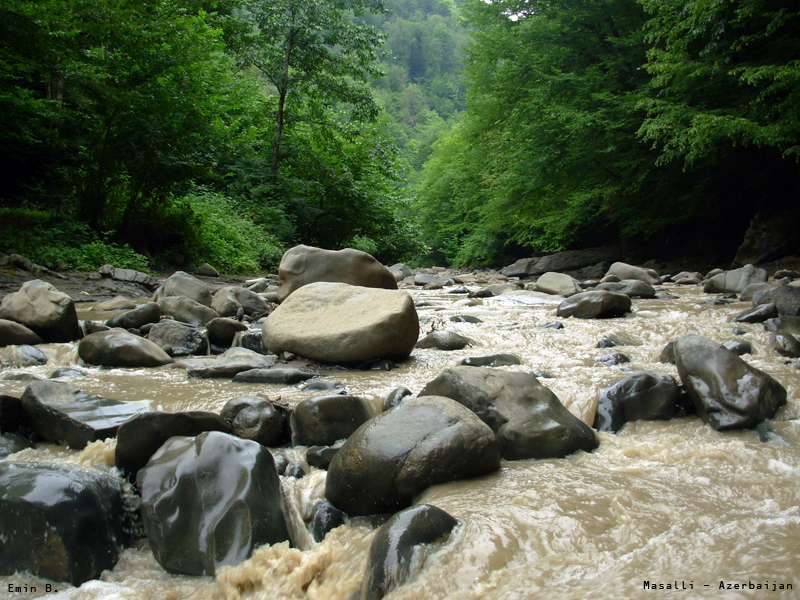
Natur im Rayon Masallı

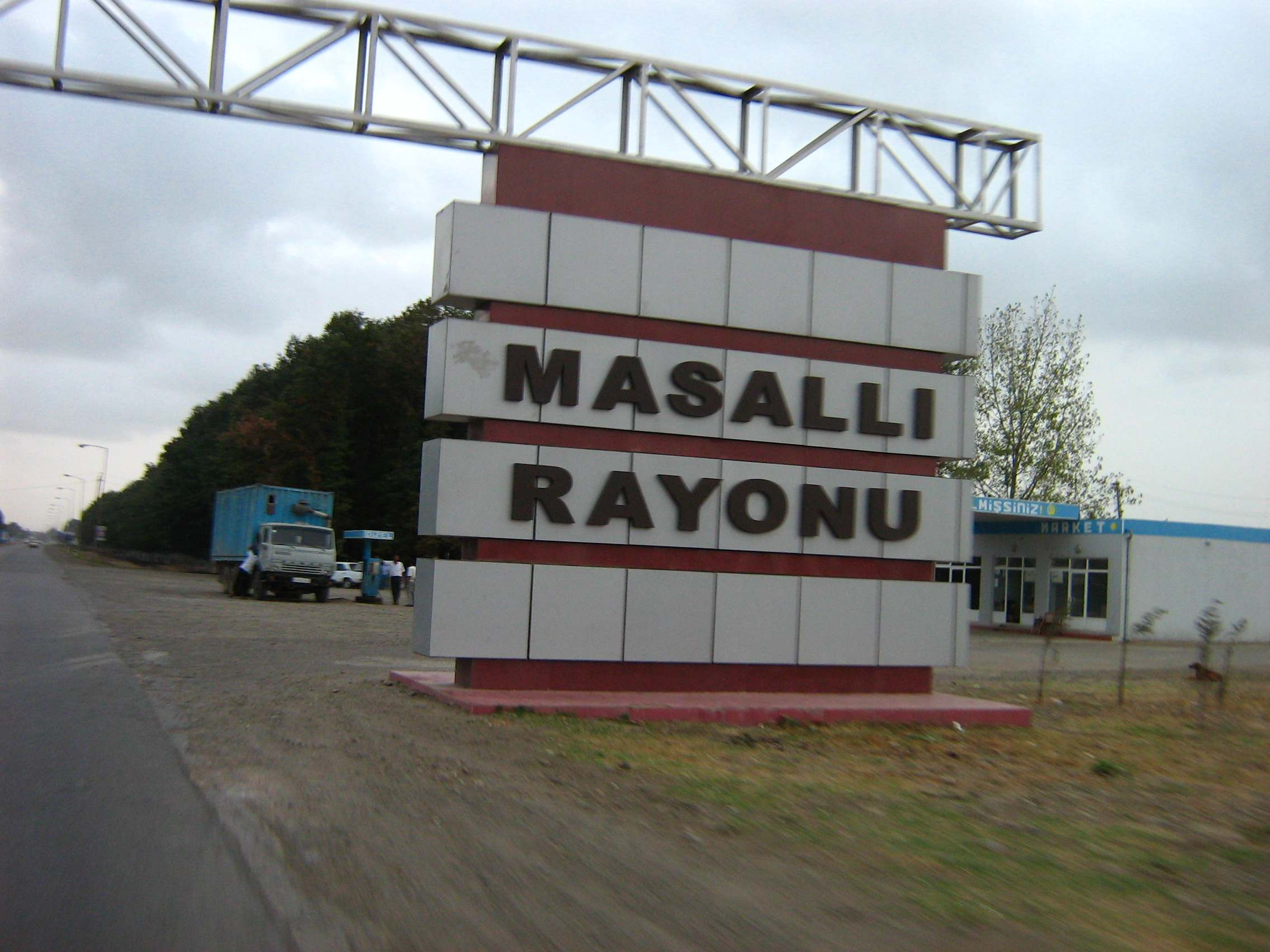
Straße an der Grenze des Rayons Masallı

Masallı ist ein Rayon im Süden Aserbaidschans. Die Hauptstadt des Bezirks ist die Stadt Masallı.

## Geografie
Der Bezirk hat eine Fläche von 792 km². Die Region ist reich an Wasser und im Westen finden sich Ausläufer der bewaldeten Berge des Talyschgebirges. Ein großer Teil der Region gehört zur Lenkoraner Niederung, der Boden ist sehr fruchtbar. Es gibt viele Mineralquellen.

## Bevölkerung
Im Rayon leben 229.000 Einwohner (Stand: 2021). 2009 betrug die Einwohnerzahl 196.200. Diese verteilen sich auf 31 Siedlungen. Die große Mehrheit der Einwohner sind Aserbaidschaner und stellen 78,73 % der Bevölkerung. Minderheiten im Rayon sind die Talyschen mit 21,14 %, Russen mit 0,07 % und andere Völker mit 0,06 %.

## Wirtschaft
Die Region ist landwirtschaftlich geprägt. Es werden vor allem Tee, Gemüse, Obst, Wein und Baumwolle angebaut. Es gibt mehrere Molkereien, Keltereien und andere lebensmittelverarbeitende Industriebetriebe. Bei Masalli Istisu gibt es Kurbäder.

## Verkehr
Durch den Bezirk führt die Straße von Baku nach Lənkəran.